# Deutsche Bank Polska (1995–2014)
Deutsche Bank Polska S.A. – bank komercyjny z siedzibą w Warszawie funkcjonujący w latach 1995–2014.
Bank specjalizował się w bankowości korporacyjnej i inwestycyjnej, skierowanej do średnich i dużych przedsiębiorstw, koncernów międzynarodowych oraz instytucji finansowych. Deutsche Bank Polska S.A. doradzał przedsiębiorstwom przy emisji akcji i pożyczek, pozyskiwaniu kapitału, wprowadzaniu na giełdę oraz w finansowaniu udziałów kapitałowych.
Proponował klientom obrót instrumentami dłużnymi, certyfikatami depozytowymi, handel dewizami i operacje na rynku pieniężnym; instrumenty finansowe, które ułatwiają zarządzanie ryzykiem kursowym i procentowym.
We wrześniu 2012 zarząd Deutsche Bank AG we Frankfurcie podjął decyzję o połączeniu działających w Polsce banków – Deutsche Bank Polska SA oraz Deutsche Bank PBC SA w celu utworzenia silnego banku uniwersalnego, obsługującego wszystkie grupy potencjalnych klientów. 31 stycznia 2014 nastąpiło połączenie obydwu banków, które od tej pory funkcjonują już jako jedno przedsiębiorstwo pod nazwą Deutsche Bank Polska S.A. Formalnie dotychczasowy Deutsche Bank Polska został przejęty przez Deutsche Bank PBC, który z kolei zmienił nazwę na Deutsche Bank Polska.